# Bamse på film

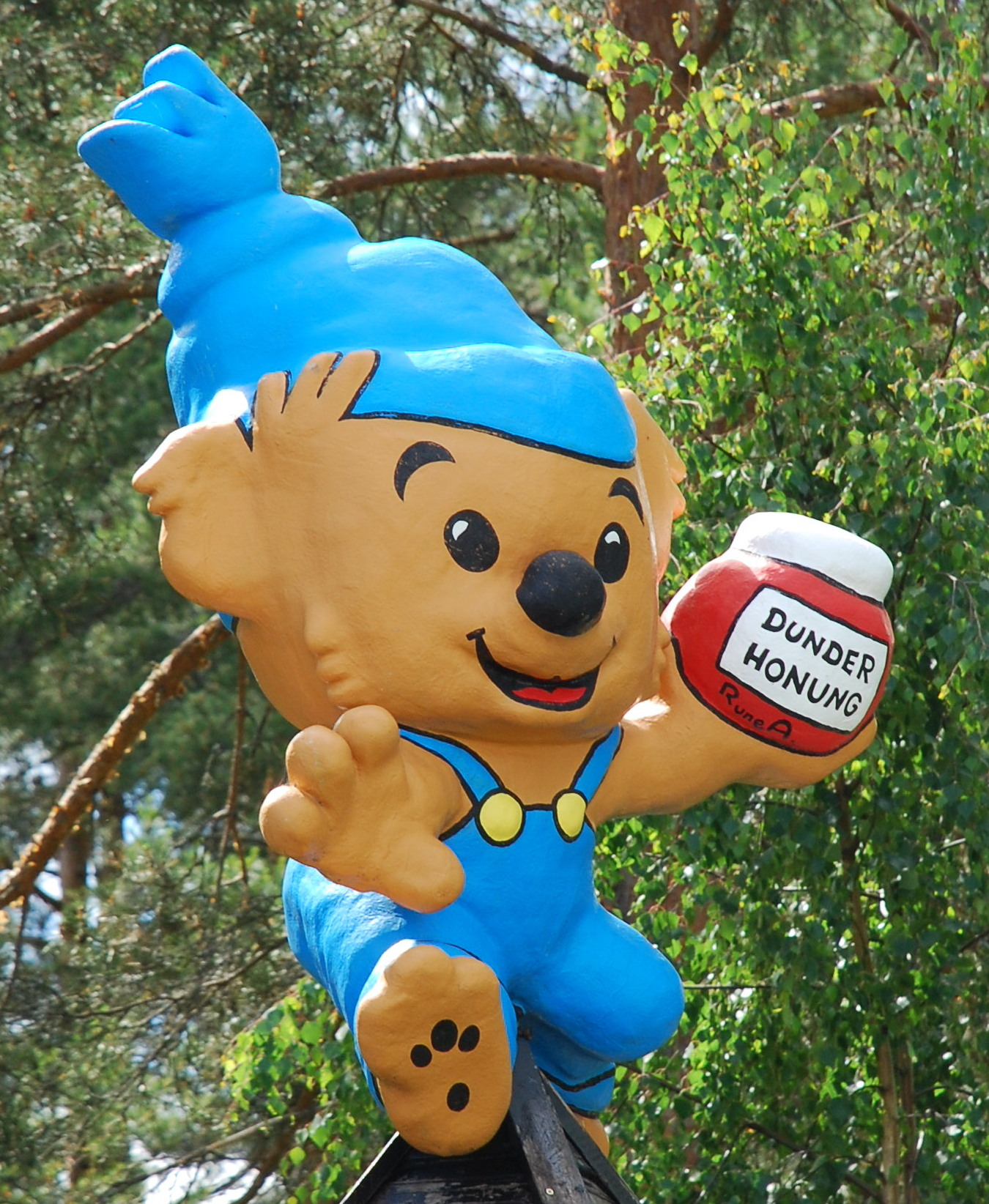
Bamse

Den här artikeln behandlar hittills utkomna filmer om den tecknade björnen Bamse – världens starkaste björn. Figurens skapare Rune Andréasson avsåg redan från början att låta Bamse bli animerad film. Samtliga filmer under Andréassons levnad kom att premiärvisas på Sveriges Television.
De första sex filmerna gjordes i svartvit och lanserades 1966, parallellt med att de första tecknade serierna med Bamse började gå i veckotidningen Allers. 1972 producerades ytterligare sju filmer, nu i färg, och i samma veva lanserades serietidningen Bamse (1973–). Ytterligare två färgfilmer sändes 1981, och den sista kom 1991, året efter att Andréasson pensionerat sig från serietidningsförfattandet.
Efter Andréassons bortgång 1999 har det gjorts tre biofilmer i regi av Christian Ryltenius, med premiär 2014, 2016 och 2018. 

## Rune Andréassons svartvita filmer (1966)
De första animerade kortfilmerna visades på svensk tv 1966 och är ungefär 16 minuter långa. Andréasson gjorde tillsammans med sin hustru Maivor sex svartvita filmer åt Sveriges Television, och Rolf Lundgren gjorde berättarrösten.
Filmerna visades i repris 1967 och 1968. De två första visades även i 1974 års Jullovsmorgon - Jul på Sverige. 2006 utgavs filmserien på DVD:n Bamse - De första äventyren.

### "Världens starkaste björn"
Vännerna på kullarna presenteras och en atlantångare går på grund. Bamse måste rycka ut och rädda den, men har han ätit tillräckligt med honung?

### "Skalmans märkliga bil"
Vargen stjäl Glass-Pingis glasskiosk, och Skalman, Lille Skutt och Bamse ger sig ut på jakt efter honom i Skalmans specialkonstruerade bil.

### "Ett lejon har rymt från en cirkus" och "Afrikaresan"
Lejonungen Leo rymmer från en cirkus och efter att ha lurat cirkusägaren beger sig vännerna till Afrika i en luftballong för att återföra Leo med sina föräldrar. I Afrika möter de flera vilda djur, och det är tur att Bamse har dunderhonung till hands.

### "Resan till Badköping"
Det är sommar och vännerna beger sig till Badköping för att bada, men Vargen stjäl tåget. Väl framme på stranden stöter de på ett rysligt sjöodjur.

### "Nu är det vinter"
Lille Skutt blir invald i kaninernas ishockeylag och möter vargarna i en hård kamp. Dessutom träffar de den skrytsamme leksakselefanten Pellefant (från Rune Andreasson troligen näst mest kända serie) och räddar honom från att bli begravd i snön.

## Rune Andréassons färgfilmer (1972–1991)
Julen 1972 kom de första sju Bamsefilmerna i färg. 1981 kom ytterligare två filmer, Bamse och den lilla åsnan samt Den stora kapplöpningen, varav den första tilldelades juryns specialpris vid Golden Gate-festivalen i San Francisco 1981. 1991 kom den  sista Bamsefilmen tecknad av Rune Andréasson, Bamse i Trollskogen, som också gick som serie i Runes sista nummer före pensionen. 
Skådespelaren Olof Thunberg är berättarröst och gör alla röster i samtliga filmer.

### "Skattkartan" och "Skattsökarfärden" (1972)
Bamse och Lille Skutt hittar en skattkarta hos Farmor. Bamse, Lille Skutt och Skalman bygger en båt som de döper till Viktoria och ger sig ut på skattjakt. Men ingen av dem vet att de är förföljda av Vargen med sjörövarna...

### "Vulkanutbrottet" och "Den hungriga draken" (1972)
Kullarna drabbas av ett vulkanutbrott och snart visar det sig att det sitter en eldsprutande drake i vulkanen. Bamse råkar hamna i drakens mun, och Farmor lyckas få ut honom igen genom att mata draken med sina köttbullar. Men draken vill snart ha fler av dem...

### "Vargen äter dunder-honung" (1972)
Efter en fotbollsmatch mot Bamse och hans vänner börjar Vargen tröttna på att Bamse alltid ska lägga sig i hans elakheter genom att äta dunder-honung. Han bestämmer sig för att knycka dunder-honung från Farmors hus. 

### "Den flygande mattan" och "Trollkarlen" (1972)
På Farmors vind hittar Bamse och Lille Skutt en matta som är bunden med ett rep. När Bamse knyter upp repet visar det sig vara en flygande matta. De flyger iväg med den till en borg ovanför molnen, där det bor en elak trollkarl. 

### "Den lilla åsnan" och "Den stora kapplöpningen" (1981)
Bamse räddar en åsna från en elak man. Han anmäler den till Stora Travmästerskapet, där den ska den tävla mot Krösus Sorks häst.

### "Bamse i Trollskogen" (1991)
Konstiga saker händer. Lille Skutts öron blir till morötter, åsnan förvandlas till en gris, Mickelinas svans blir till en kvast och Vargen blir en stor röd ballong. Bamse misstänker att häxan Hia-Hia ligger bakom, och beger sig till Trollskogen tillsammans med Skalman och Lille Skutt för att hitta henne. Berättelsen publicerades även som serie i Rune Andréassons sista nummer av Bamse, 7/1990. [källa behövs]

## Biofilmer (2014–2021)
I oktober 2006 uppgav Bamseförlagets VD Ola Andréasson att en långfilm är att vänta, med beräknad budget på runt 25 miljoner kronor. Ulf Stark hade anlitats för att skriva manus. Biofilmen hade premiär den 17 januari 2014.

## Rollista
| Rollfigur         | Svartvita filmerna (1966) | Färgfilmerna (1972–1991) | Biofilmerna (2014–nutid)    | Biofilmerna (2014–nutid)       | Biofilmerna (2014–nutid)       | Biofilmerna (2014–nutid)  |
| Rollfigur         | Svartvita filmerna (1966) | Färgfilmerna (1972–1991) | Bamse och tjuvstaden (2014) | Bamse och häxans dotter (2016) | Bamse och dunderklockan (2018) | Bamse och vulkanön (2021) |
| ----------------- | ------------------------- | ------------------------ | --------------------------- | ------------------------------ | ------------------------------ | ------------------------- |
| Berättare         | Rolf Lundgren             | Olof Thunberg            | Tomas Bolme                 | Tomas Bolme                    | Tomas Bolme                    | Calle Marthin             |
| Bamse             | Rolf Lundgren             | Olof Thunberg            | Peter Haber                 | Peter Haber                    | Peter Haber                    | Rolf Lassgård             |
| Lille Skutt       | Rolf Lundgren             | Olof Thunberg            | Morgan Alling               | Morgan Alling                  | Morgan Alling                  | Johan Glans               |
| Skalman           | Rolf Lundgren             | Olof Thunberg            | Steve Kratz                 | Steve Kratz                    | Steve Kratz                    | Johan Ulveson             |
| Farmor            | Rolf Lundgren             | Olof Thunberg            | Ia Langhammer               | Ia Langhammer                  | Ia Langhammer                  | Kajsa Herngren            |
| Vargen            | Rolf Lundgren             | Olof Thunberg            | Shebly Niavarani            | Shebly Niavarani               |                                |                           |
| Krösus Sork       | Rolf Lundgren             | Olof Thunberg            |                             | Jonas Karlsson                 |                                |                           |
| Kapten Buster     | Rolf Lundgren             | Olof Thunberg            | Tomas Tivemark              |                                |                                |                           |
| Mickelina Räv     | Rolf Lundgren             | Olof Thunberg            |                             |                                | Bianca Kronlöf                 |                           |
| Reinard Räv       |                           |                          | Magnus Härenstam            |                                | Rolf Lydahl                    |                           |
| Nalle-Maja        |                           |                          | Tea Stjärne                 | Tea Stjärne                    | Tea Stjärne                    |                           |
| Knocke och Smocke |                           |                          | Leif Andrée                 | Leif Andrée                    | Leif Andrée                    |                           |
| Brummelisa        |                           |                          | Maria Bolme                 | Maria Bolme                    | Maria Bolme                    |                           |
| Fröken Fiffi      |                           |                          | Karin Gidfors               | Karin Gidfors                  |                                |                           |
| Kubbe Varg        |                           |                          | Rolf Lydahl                 |                                | Andreas Rothlin Svensson       |                           |
| Lill-Vargen       |                           |                          | Kim Sulocki                 |                                |                                |                           |
| Häxan Hatiora     |                           |                          |                             | Ingela Olsson                  |                                |                           |
| Lova              |                           |                          |                             | Laura Jonstoij Berg            |                                |                           |
| Hugg              |                           |                          |                             | Malin Cederbladh               |                                |                           |
| Tagg              |                           |                          |                             | Christer Fant                  |                                |                           |
| Tuffe Sork        |                           |                          |                             | Andreas Rothlin Svensson       |                                |                           |
| Tessan Sork       |                           |                          |                             | Emma Peters                    |                                |                           |
| Teddy             |                           |                          |                             |                                |                                | Elliot Knochenhauer       |
| Beanka            |                           |                          |                             |                                |                                | Sissela Kyle              |
| Kattja            |                           |                          |                             |                                |                                | Rachel Mohlin             |